# 诺维萨德
诺维萨德（發音：[nôʋiː sâːd] ⓘ，發音：[ˈuːjvideːk]），直译为“新的花园”，又译諾威薩，是塞尔维亚伏伊伏丁那自治省南巴奇卡區的城市，为自治省的首府及所在行政区的行政中心。该市位于首都贝尔格莱德以北80公里处。多瑙河从南部流经市区。城市面积为699平方公里，2022年人口数量为368,967人，中心城区人口数量为260,438人。该市为塞爾維亞人口第二多的城市，多瑙河沿岸第五大城市，为非首都城市中最大的一个。
此名在南斯拉夫语里的意思是「新庄园」，在多瑙河对岸有彼得羅瓦拉丁要塞。诺维萨德是一个重要的大学城。有「塞爾維亞人的雅典」之稱。

## 城市简介
诺维萨德市工业主要有金属冶炼、石油化工、食品加工、机床制造和农机制造、纺织、电器、陶瓷、木器等。农业盛产小麦、玉米，而且拥有较为先进的农业科研机构，可培养大量可供出口的良种和种畜。此外，诺维萨德市历来十分重视和致力于环境保护，1992年12月市议会通过了《诺维萨德--通往生态城市之路》的宣言，而且在环保方面做出了突出的成绩。

## 历史
诺维萨德于1694年奠基，当时的统治者是尤津·冯·萨佛伊。城市的建筑以巴洛克风格为主。城市的主要景点是彼得羅瓦拉丁要塞，建于1692至1780年之间。整个建筑过程长达一个多世纪。这座城堡在当时是抗击土耳其军队的主要集结地与防御要塞。一戰前為奧匈帝國的一部份。一戰結束后被併入南斯拉夫王國的前身塞爾維亞人、克羅地亞人和斯洛文尼亞人王國
二战中诺维萨德被匈牙利占领，戰后成為南斯拉夫社會主義聯邦共和國。1999年科索沃战争中，诺维萨德遭受北约长达78天的轰炸。多瑙河上的所有桥梁，城市中的所有广播机构以及提炼厂房全部被摧毁。战后6年时间，跨越多瑙河的交通都由一座浮桥维持。多瑙河上的船只只能在每周固定的三次开放时间通过诺维萨德。2005年10月11日，“自由桥”投入使用，这才使多瑙河的交通重新畅通。

## 交通

### 空运
诺维萨德目前没有自己的民用机场。城市距离貝爾格勒尼古拉·特斯拉機場有一个小时的车程，在此与全欧洲的首都相连接。北部小型的诺维萨德机场为运动与农业用途。有将其升级为服务货运及小型公共运输的计划，但未来尚不明朗。

### 城市交通
诺维萨德主要的公交系统由诺维萨德公交公司运营的公交线路组成。有21条城区线路和29条市郊线路，主要巴士站位于解放大道北端，毗邻诺维萨德火车站。另外，也有许多出租车公司提供服务。
诺维萨德曾有有轨电车服务，但于1957年拆除。

### 轨道与公路运输
诺维萨德位于泛欧走廊X的B分支。A1高速公路向北连接苏博蒂察，向南连接首都贝尔格莱德。其位于匈塞铁路之上，该铁路连接了欧洲的主要城市。诺维萨德与西北部的兹雷尼亚宁和蒂米什瓦拉和西南部的魯馬由一条区域公路相连。远期计划将其升级为高速公路，使用隧道下穿弗魯什卡山作为捷径。
有三座跨多瑙河大桥位于诺维萨德：自由大桥连接斯雷姆斯卡卡梅尼察与市区，瓦拉丁大桥与另外一座连接彼得罗瓦拉丁与市中心，以及铁路与重卡运输。桥梁跨越市中心北部的多瑙河–蒂萨河–多瑙河运河。

### 水运
诺维萨德港位于城市外围，于多瑙河之上。有着百万吨级的货运周转量，为塞尔维亚最大的货运港口。

## 著名人士
- Josef Lapid, 以色列首席检察官
- 莫尼卡·塞莱斯, 网球史上最佳女子球手之一，南斯拉夫裔美国籍。
- Djordje Balasevic, 歌手
- 米列娃·马利奇，爱因斯坦首任妻子

## 友好城市
诺维萨德市目前已与下列国家的城市建立了友好城市关系。
- 蒙特內哥羅布德瓦 (1996)
- 中國长春 (1981)
- 德国多特蒙德 (1982)
- 咸兴 (1990)
- 希腊伊利乌波利斯 (1994)
- 義大利摩德纳 (1974)
- 俄羅斯诺夫哥罗德 (2006)
- 英国诺维奇 (1989)
- 羅馬尼亞蒂米什瓦拉 (2005)
- 白俄羅斯戈梅利
- 墨西哥托盧卡
- 俄羅斯下諾夫哥羅德
- 斯洛維尼亞克拉尼

## 殊榮
- 獲得2022年「歐洲文化之都」
- 獲得2019年「歐洲青年之都」